# Chronologie de l'unification de l'Italie

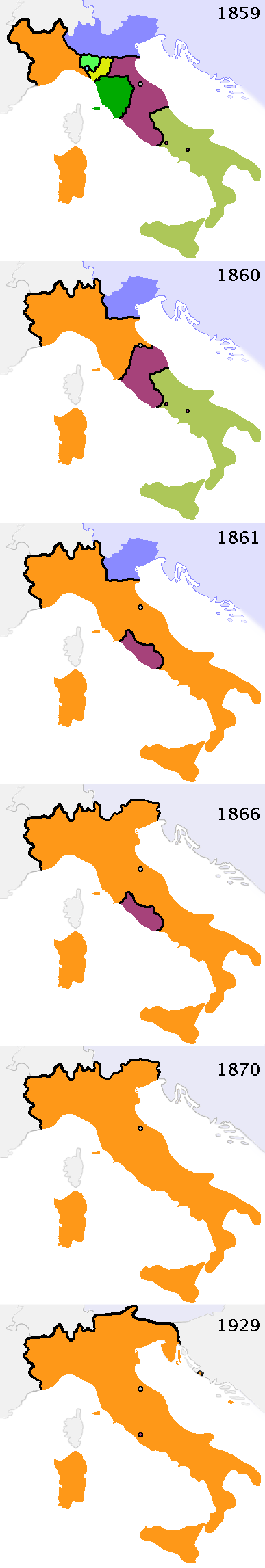
L'unification de l'Italie par étapes. Orange : royaume de Piémont-Sardaigne, puis d'Italie. Violet : possessions des Habsbourg (foncé : royaume Lombard-Vénitien). Nuances de vert : duchés d'Italie centrale. Pourpre : États de l'Église. Vert pomme : royaume de Naples.

## Les années de préparation

### 1815
- 30 mars : Proclamation de Rimini : Joachim Murat appelle les Italiens à se soulever contre le joug autrichien.
- 7 avril : La Lombardie et la Vénétie sont unies pour former le royaume lombard-vénitien sous domination autrichienne.
- avril : Joachim Murat, prenant la tête d'une armée de libération de l'Italie, réoccupe les parties méridionales et centrales de l'ancien royaume d'Italie et y rétablit les administrations départementales anciennes.
- 2-3 mai : Après la défaite de ses armées à Tolentino, Murat se retire dans son royaume.
- 25 mai :  Murat quitte son royaume pour la France.
- 13 octobre : Murat est fusillé.
- 26 septembre : Les souverains d'Autriche (catholique), de Prusse (protestant) et de Russie (orthodoxe) créent la Sainte-Alliance pour lutter contre les idées révolutionnaires en Europe.

### 1819
- Joseph de Maistre publie Du pape qui sera la base théorique du conservatisme catholique italien.

### 1820
- février : Les Napolitains se soulèvent contre le roi Ferdinand IV (voir Insurrection dans le royaume des Deux-Siciles de 1820).
- 6 juillet : Ferdinand IV accorde une constitution. Le général Pepe est nommé premier ministre.
- 20 octobre-20 décembre : Conférence de Troppau réunissant les membres de la Sainte Alliance à Troppau, pour une intervention dans les pays soulevés.

### 1821
- 21 janvier-12 mai : Congrès de Laybach qui décide une intervention militaire à Naples pour y rétablir l'absolutisme.
- mars : Le général Pepe est battu à Rieti, c'est la fin du soulèvement napolitain.
- 10 mars : La garnison piémontaise d'Alexandrie se soulève.
- 12 mars : Le roi de Sardaigne Victor-Emmanuel Ier abdique en faveur de son frère Charles-Félix qui est absent. La régence est assurée par leur cousin Charles-Albert.
- 8 avril : Les Autrichiens dispersent les révolutionnaires piémontais à Novare. Cesare Balbo doit s'exiler en France.
- 19 septembre : Une bulle du pape interdit les sociétés secrètes (dont les carbonari).
- Arrestation de Silvio Pellico condamné à mort puis interné à Venise.

### 1823
- 28 septembre : Avènement du pape Léon XII qui va mener une politique très conservatrice.

### 1824
- 18 juin : Avènement du grand-duc Léopold II de Toscane.

### 1825
- janvier : Avènement du roi François Ier des Deux-Siciles.
- Alessandro Manzoni commence la publication des Fiancés.

### 1829
- 31 mars : Avènement du Pape Pie VIII
- Gioachino Rossini crée Guillaume Tell, opéra qui glorifie la lutte des Suisses contre l'occupant autrichien.

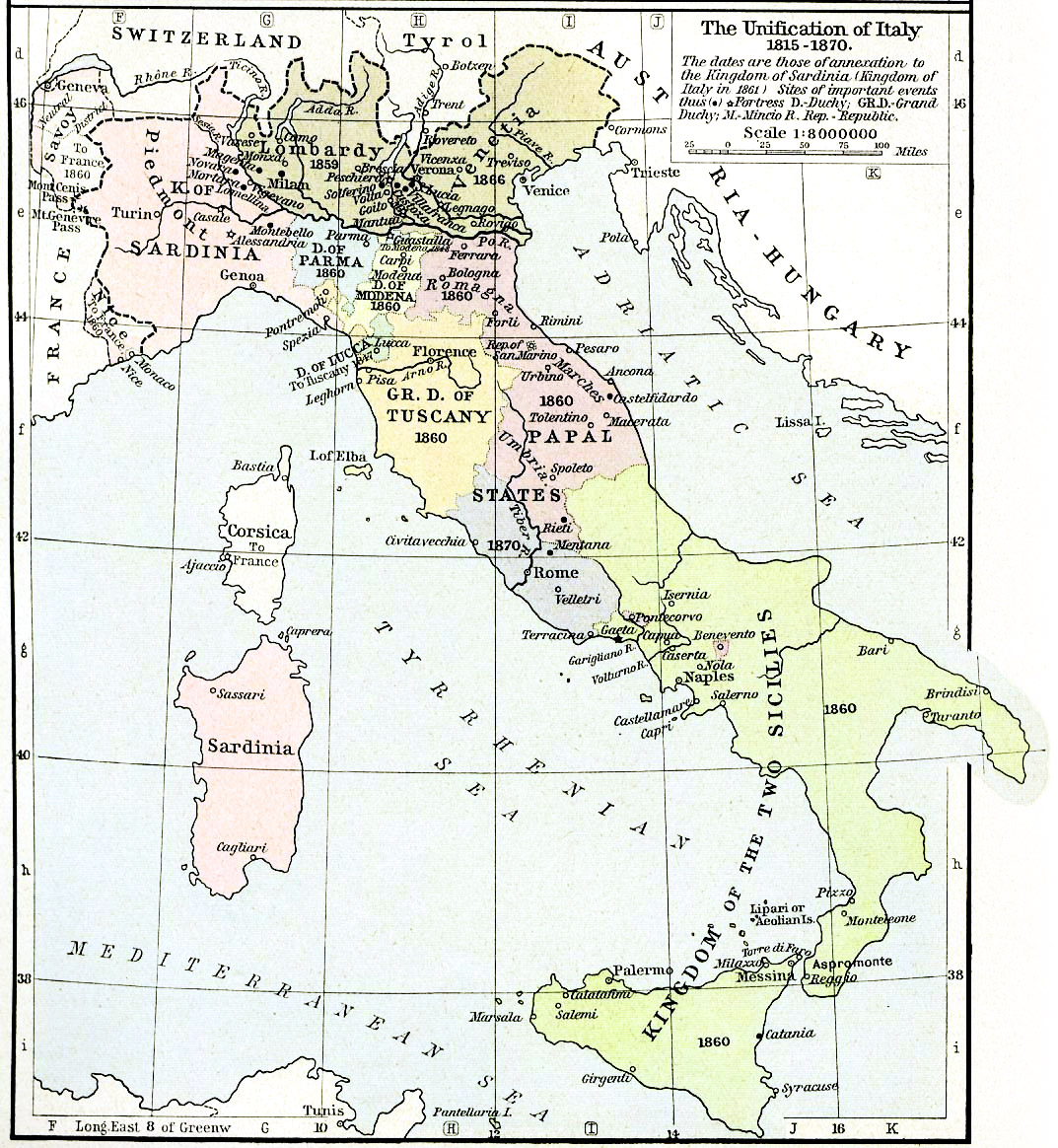
L'unification de l'Italie, 1815-1870

### 1830
- 3 novembre : Mazzini est arrêté à Savone.
- 8 novembre : Avènement de Ferdinand II à Naples.
- décembre : À Rome complot où figurent les deux Frères Bonaparte : Napoléon-Louis et Louis-Napoléon.
- Ciro Menotti organise des groupes révolutionnaires à Bologne, Parme, Mantoue et en Romagne.

### 1831
- 2 février : Avènement du pape Grégoire XVI.
- février : Des émigrés italiens, avec Mazzini, tentent d'envahir la Savoie à partir de Lyon.
- 4-12 février : Soulèvement à Bologne, Modène, Parme et Plaisance.
- 26 février : À Rome une assemblée proclame la déchéance du pape comme souverain territorial et la création des Provinces unies italiennes.
- 26 février : Le gouvernement français de Casimir Perier, refuse de soutenir les révolutionnaires italiens.
- 23 mai : Exécution de Ciro Menotti à Modène.
- 27 avril : Charles-Albert devient roi de Sardaigne.
- novembre : Cavour démissionne de l'armée piémontaise et se consacre à ses affaires et à la politique.
- Mazzini fonde Giovine Italia à Marseille.

### 1832
- 22 février : Un corps expéditionnaire français est envoyé à Ancône (États pontificaux), à la demande du pape.
- Parution de mei prigioni de Silvio Pellico.
- Insurrection à Naples.

### 1833
- Complots républicains (Giovine Italia) en Piemont (Alexandrie, Chambéry, Gênes et Turin) est durement réprimé par le roi Charles-Albert.
- Massimo d'Azeglio publie le roman historique Ettore Fieramosca.

### 1834
- À Berne, Mazzini fonde la jeune Europe.
- Tentative des mazziniens d'envahir la Savoie à partir de Genève et du Dauphiné.
- Garibaldi est procrit en raison de ses activités républicaines.
- Vincenzo Gioberti doit s'exiler à Paris puis à Bruxelles.

### 1835
- Mazzini publie Foi et avenir.

### 1837
- Insurrection dans les Abruzzes et en Sicile.
- Mazzini publie Devoir de l'Homme.

### 1842
- À Milan Verdi crée Nabucco, opéra qui glorifie la résistance des Hébreux à l'occupant babylonien.
- Les Mazziniens suscitent des troubles à Imola.
- À Turin le roi de Sardaigne Charles-Albert fonde la Deputazione di storia patria destinée à recueillir et publier les recherches sur l'histoire italienne.

### 1843
- Gioberti publie Il primato morale e civile degli Italiani.
- Cesare Balbo publie Della speranza d'Italia.

### 1844
- Tentatives révolutionnaires en Calabre (royaume des Deux-Siciles) et à Bologne (États pontificaux).

### 1845
- Tentatives révolutionnaires à Rimini (États pontificaux).

### 1846
- Massimo d'Azeglio publie Degli ultimi casi di Romagna.
- 16 juin : L'avènement du nouveau pape Pie IX suscite un grand espoir parmi les patriotes.
- 16 juillet : Pie IX accorde une large amnistie aux opposants politiques romains.

### 1847
- Insurrection dans le duché de Lucques. Le duc Charles II promet des réformes.
- mars : Pie IX crée un conseil des ministres, une garde civile et confie la censure aux laïcs.
- 16 août : Les Autrichiens occupent militairement Ferrare (États pontificaux. Protestation de Pie IX qui devient très populaire en Italie.
- octobre : Charles-Albert abolit l'absolutisme dans le royaume de Sardaigne.
- novembre : Le royaume de Sardaigne, le grand-duché de Toscane et les États pontificaux signent les préliminaires d'une union douanière.
- 18 décembre : Décès le Marie-Louise d'Autriche, duchesse de Parme; elle est remplacée par Charles II de Lucques. Le duché de Lucques est annexé par le grand-duché de Toscane.
- Goffredo Mameli compose le poème Fratelli d'Italia, hymne des patriotes italiens et futur hymne national italien.
- Cavour fonde le journal libéral Il Risorgimento.

## La première guerre d'indépendance

### 1848

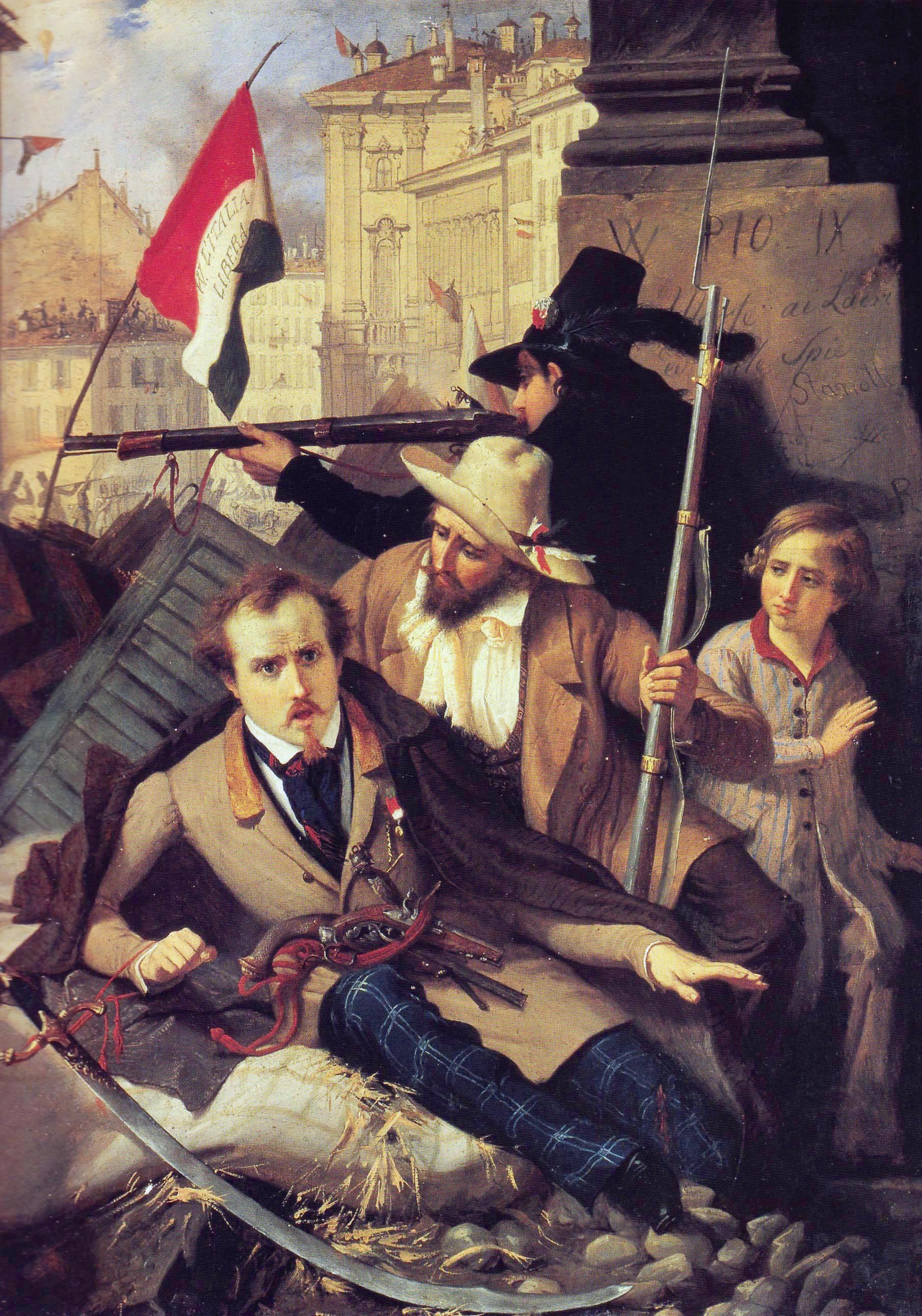
Episodio delle cinque giornate (épisode des cinq journées de Milan, Baldassare Verazzi)

- 3 janvier : À Milan la police autrichienne et les patriotes se heurtent violemment.
- 12 janvier : Insurrection séparatiste en Sicile, l'armée napolitaine doit quitter l'île.
- 27 janvier : Ferdinand II doit donner une constitution au royaume des Deux-Siciles.
- 8 février : Le roi Charles-Albert accorde une constitution (Le Statut fondamental) au royaume de Sardaigne.
- 11 février : Le grand-duc Léopold II de Toscane accorde une constitution.
- 13-14-15 mars : Révolution à Vienne et Budapest; le gouvernement impérial autrichien est affaibli.
- 14 mars : Cesare Balbo, forme le premier ministère constitutionnel du royaume de Sardaigne.
- 14 mars : Le pape Pie IX renonce au pouvoir absolu.
- 17 mars : Soulèvement de Venise contre les Autrichiens.
- 18-22 mars : Soulèvement généralisé dit des cinq journées à Milan; Les troupes autrichiennes du général Radetzky doivent quitter la ville puis abandonner l'Italie centrale.
- 22 mars : Daniele Manin proclame la république de Venise.
- 23 mars : Charles-Albert lance un appel aux Lombards et aux Vénitiens (L'Italia fara da sè).
- 25 mars : Charles-Albert attaque la Lombardie autrichienne.
- 3 avril : En Savoie des émigrants italiens s'emparent de Chambéry.
- 8 avril : Succès militaires des Sardes à Monzambanno
- 29 avril : Pie IX envoie des troupes pour aider Charles-Albert.
- 30 avril : Succès militaire des Sardes à Pastrengo.
- 15 mai : À Naples, le roi brise les émeutes et disperse les députés. Il rappelle les troupes qu'il avait envoyées pour aider Charles-Albert.
- 22 mai : Le pape rappelle ses troupes.
- 29 mai : Le royaume de Sardaigne annexe la Lombardie et les Duchés.
- 30 mai : Radetzsky est battu à Goito.
- 4 juin : Le royaume de Sardaigne annexe les régions vénitiennes de « Terre Ferme ».
- 3 juillet : La Sardaigne annexe Venise malgré l'opposition de Daniele Manin.
- 6 juillet : Fin du ministère de Cesare Balbo en Piemont-Sardaigne.
- 25 juillet : L'armée sarde est battue à Custoza et se replie vers l'ouest.
- 4 août : Les Sardes demandent un armistice qui sera signé par Salasco.
- 11 août : Après la défaite sarde Daniele Manin devient dictateur de la république de Venise.
- 27 octobre : Les démocrates arrivent légalement au pouvoir dans le grand-duché de Toscane.
- 15 novembre : Pellegrino Rossi, premier ministre du pape, est assassiné à Rome.
- 24 novembre : Pie IX se réfugie à Gaëte (royaume des Deux-Siciles).
- 16 décembre : Gioberti forme le gouvernement piémontais.

### 1849
- janvier : Verdi fait représenter la bataglia de Legnano, glorifiant la première victoire des Italiens sur un empereur allemand en 1176.
- 8 janvier : Proclamation de la république romaine.
- 22 janvier : Succès des démocrates aux élections législatives en Piemont-Sardaigne.
- 7 février : Léopold II de Toscane, s'enfuit à Gaëte (royaume des Deux-Siciles).
- 9 février : À Rome, une assemblée constituante vote la déchéance du pape.
- 21 février : Gioberti démissionne de son poste de premier ministre de Piémont-Sardaigne.
- 14 mars : Le roi Charles-Albert reprend la guerre contre l'Autriche.
- 21 mars : Échec sarde à Sforzesca et Mortara.
- 23 mars : Défaite sarde à Novare. Charles-Albert abdique en faveur de son fils Victor-Emmanuel II.
- 23 mars-1er avril : Le soulèvement de Brescia (Vénétie) est violemment réprimé par le général autrichien Haynau.
- 24 mars : L'armistice austro-sarde de Vignale est signé.
- 27 mars : Victor-Emmanuel II déclare qu'il maintient le régime constitutionnel dans le royaume de Sardaigne.
- 30 mars-15 mai : Les armées napolitaines reconquièrent la Sicile.
- 24 avril : Débarquement à Civitavecchia du corps expéditionnaire français chargé de rétablir Pie IX sur son trône.
- 7 mai : Massimo d'Azeglio est nommé premier ministre du Piémont-Sardaigne.
- 9 mai : Formation du triumvirat gouvernant la république romaine avec Mazzini.
- 25 mai : Léopold II de Toscane retrouve son pays réoccupé par les Autrichiens depuis le 30 avril.
- 4 juin : Les Français attaquent Rome défendue par les milices de Garibaldi.
- 4 juillet : Les Français entrent dans Rome et rétablissent le gouvernement pontifical.
- 26 août : À Venise, le républicain Daniele Manin capitule face aux autrichiens qui assiègent la ville depuis 18 mois.
- 22 septembre : Le royaume de Sardaigne accorde la nationalité sarde à tous les exilés italiens.

## Les années Cavour

### 1850
- 12 avril : Le pape Pie IX rentre à Rome où il va mener une politique réactionnaire.
- 9 mai : À Turin, vote des lois supprimant les immunités ecclésiastiques. Violente protestation de l'archevêque de Turin qui doit s'exiler.
- 11 octobre : Cavour entre au gouvernement sarde comme ministre de l'Agriculture et du Commerce.

### 1851
- février : Cavour cumule le ministère des Finances de Sardaigne.

### 1852
- En Toscane, le grand-duc Léopold II abolit la constitution qu'il avait accordée en 1848.
- février : Cavour cumule le ministère de la Marine de Sardaigne.
- 16 mai : Cavour devient premier ministre du royaume de Sardaigne.

### 1853
- 6 février : L'Autriche met sous séquestre les biens des Italiens qui ont émigré.
- À Mantoue, pendaison des chefs d'un complot.
- Échec des soulèvements de Milan, Toscane et Venise.

### 1854
- Assassinat du duc Charles III de Bourbon-Parme. Son successeur est un enfant de 6 ans, Robert de Parme.
- décembre : Lors de son alliance avec l'Autriche contre la Russie, Napoléon III précise qu'il ne veut pas modifier la carte de l'Italie.

### 1855
- 16 janvier : Cavour, également ministre des Affaires étrangères, entre dans l'alliance anglo-austro-française contre la Russie (guerre de Crimée).
- mai : Grave crise politique dans le royaume de Sardaigne; les autorités catholiques s'opposent fortement à l'appropriation par l'État des biens des ordres religieux contemplatifs.
- 16 août : Le corps expéditionnaire sarde participe à la bataille de la Tchernaïa (ou Traktir) en Crimée.
- 7 décembre : Napoléon III fait savoir à Cavour qu'il est désormais favorable à une intervention française en Italie.

### 1856
- 25 février-16 avril : Cavour participe au Congrès de Paris qui règle la guerre de Crimée.
- 16 avril : Cavour expose la position sarde sur l'unification et demande une intervention extérieure.
- Échec d'un soulèvement en Sicile.
- Échec d'un soulèvement à Gênes et à Naples par les Mazziniens.

### 1857
- 1er août : Le républicain Daniele Manin, fonde la société nationale italienne et se rallie à la Maison de Savoie.
- octobre : Le gouvernement de Cavour gagne de justesse les élections sardes.
- La Spezia devient l'arsenal de la marine sarde.

### 1858
- 14 janvier : À Paris, attentat de Felice Orsini contre Napoléon III pour le punir d'être un « carbonaro félon ».
- 1er mars : Le Moniteur et la Gazette officielle sarde publient un appel de Felice Orsini qui adjure Napoléon III à intervenir en Italie.
- 21 juillet : Entrevue secrète de Plombières entre Napoléon III et Cavour. Napoléon III accepte d'intervenir si l'Autriche se montre agressive. La Savoie et le comté de Nice seraient données à la France
- Des patriotes italiens volontaires commencent à affluer en Piémont.

## La deuxième guerre d'indépendance

### 1859
- 18 janvier : Traité secret d'alliance franco-sarde.
- 18 mars : La Russie propose un congrès pour régler la question italienne.
- 23 avril : François-Joseph Ier, adresse un ultimatum au royaume de Sardaigne, demandant le désarmement et le licenciement des volontaires.
- 27 avril : Le grand-duc de Toscane Léopold II doit s'enfuir.
- 29 avril : L'Autriche attaque le Piémont, mais avance lentement, permettant l'arrivée de l'armée française.
- 3 mai : La France déclare la guerre à l'Autriche.
- 20 mai : Succès franco-sarde à Montebello (Lombardie).
- 22 mai : Mort du roi Ferdinand II; il est remplacé par son fils François II.
- 25 mai : Le gouvernement provisoire toscan décide de s'allier au royaume de Sardaigne.
- Débarquement d'une armée française à Livourne.
- 29-30 mai : Les Sardes repoussent les Autrichiens à Vinzaglio, Confienza et Casalino (Lombardie).
- 4 juin : Victoire franco-sarde de Magenta.
- 8 juin : Milan est abandonnée par les Autrichiens; entrée triomphale de Napoléon III et de Victor-Emmanuel II.
- 11 juin : Le duc de Modène François V doit se réfugier à Mantoue.
- La duchesse de Parme abdique en faveur de son fils, mais un gouvernement provisoire demande le rattachement au Piémont.
- 24 juin : Difficile victoire franco-sarde sur les Autrichiens à Solférino.
- Insurrection en Romagne et dans les Légations que les Autrichiens ont évacuées.
- 11 juillet : Le cardinal-légat est chassé de Bologne.
- 11 juillet : Rencontre entre Napoléon III et François-Joseph Ier à Villafranca, préliminaires d'armistice franco-autrichien.
- 12 juillet : Cavour, non consulté pour l'armistice de Villafranca, démissionne.
- août : Les Autrichiens reprennent Venise après un siège de 5 mois.
- 10 novembre : Traité de Zurich qui donne la Lombardie à la France, qui la remet au royaume de Sardaigne.
- 22 décembre : Une brochure inspirée par Napoléon III le Pape et le Congrès suggère à Pie IX de renoncer aux États pontificaux, sauf Rome.

### 1860
- 16 janvier : Cavour redevient premier ministre du royaume de Sardaigne.
- 19 janvier : Encyclique de Pie IX sur le pouvoir temporel.
- 1er mars : Napoléon III réclame officiellement les compensations (le duché de Savoie et le comté de Nice).
- 11-12 mars : Par un plébiscite, les habitants de Parme, Modène, des Légations et de Toscane votent leur réunion au royaume de Sardaigne.
- 24 mars : Au Traité de Turin entre la France et le royaume de Sardaigne, la Savoie et Nice sont données à la France.
- 4 avril : François II réprime une insurrection en Sicile.
- 15-16 avril : Les Niçois votent leur rattachement à la France.
- 22-23 avril : Les Savoyards votent leur rattachement à la France.
- 5-6 mai : Début de l'expédition des Mille préparée par Francesco Crispi, Nino Bixio et dirigée par Garibaldi.
- 11 mai : Les Mille débarquent à Marsala en Sicile.
- 27 mai : Les Mille s'emparent de Palerme (Sicile).
- 1er juin : Napoléon III conseille à François II d'accorder une constitution et de s'allier au royaume de Sardaigne.
- 18 août : La Basilicate s'éleve contre le Bourbon (Insurrection de la Lucana). Elle est la première province continentale du royaume des Deux-Siciles, à déclarer déchu le roi François II et à proclamer son annexion au royaume d'Italie[1].
- 20 août : Garibaldi débarque en Italie continentale.
- 2 septembre : Garibaldi entre dans la Basilicate à travers Rotonda. Le gouvernement provisoire forme la "Brigade Lucanienne", qui suit Garibaldi à Naples[2].
- 7 septembre : Les Mille s'emparent de Naples ; François II se réfugie à Gaëte. Garibaldi annonce qu'il marche sur Rome.
- 11 septembre : L'armée sarde entre dans les États pontificaux pour barrer la route à Garibaldi.
- 18 septembre : Les Sardes battent les troupes pontificales à Castelfidardo.
- 2 octobre : Sur le Volturne, Garibaldi bat définitivement les troupes napolitaines.
- 21 octobre : Les habitants de Naples et de la Sicile votent leur réunion au royaume de Sardaigne.
- 26 octobre : À Teano, Garibaldi salue Victor-Emmanuel II du titre de roi d'Italie.
- 4-5 novembre : Les habitants des États pontificaux (Ombrie et Marches) votent leur réunion au royaume de Sardaigne.
- 9 novembre : Déçu de l'ingratitude de Victor-Emmanuel II, Garibaldi se retire sur l'ilôt de Caprera.
- 5 décembre : Début du siège de Gaëte, où les restes de l'armée napolitaine se sont enfermés.

### 1861
- 18 février : Le premier parlement italien représentant toute l'Italie, sauf la Vénétie et Rome, se réunit à Turin.
- 26 février et 14 mars : Victor-Emmanuel II est proclamé roi d'Italie par le Parlement[3].
- 27 mars : Sur l'initiative de Cavour, le parlement italien émet le vœu que Rome soit la capitale de l'Italie.
- 20 mai : L'Empire français reconnait le nouveau royaume d'Italie.
- 6 juin : Mort de Camillo Cavour.
- 12 juin : Ricasoli succède à Cavour; Il met en place une administration centralisée dominée par les Piémontais, ce qui est mal supporté dans les provinces où le particularisme est fort.

## La question romaine

### 1862
- 3 mars : Urbano Rattazzi, chef de la Gauche modérée, forme le ministère. Il encourage Garibaldi à attaquer ce qui reste des États pontificaux.
- juin : Garibaldi débarque en Sicile, et passe en Calabre avec la complicité de l'administration italienne.
- 3 août : Victor-Emmanuel II s'oppose à la conquête de Rome.
- 30 août : Garibaldi est battu par l'armée régulière italienne à Aspromonte.
- novembre : Démission du cabinet Rattazzi.
- François II, réfugié à Rome, encourage les troubles dans son ex-royaume; forte répression.

### 1863
- Mars : Formation du cabinet de Marco Minghetti (droite), dont la préoccupation principale est la résolution de la question romaine (en particulier la présence de soldats français à Rome).

### 1864
- 15 septembre : Convention franco-italienne sur le retrait de Rome, dans les deux ans, des troupes françaises. Les Italiens font de Florence leur capitale.
- 21-22 septembre : Violentes émeutes à Turin qui perd son rang de capitale

### 1865
- mars : Accord douanier entre l'Italie et le Zollverein allemand, dirigé par le royaume de Prusse, prélude au rapprochement militaire.

## La troisième guerre d'indépendance italienne

### 1866
- 8 avril : Traité d'alliance italo-prussienne contre l'Autriche.
- 13 juin : Pour obtenir la neutralité française, François-Joseph Ier, promet la Vénétie à la France, à charge pour elle de la remettre à l'Italie.
- 16 juin : Début de la guerre austro-prussienne.
- 20 juin : L'Italie déclare la guerre à l'Autriche; Garibaldi installe son quartier général près de Salò, sur la rive côté Brescia du lac de Garde.
- 24 juin : Victoire des Autrichiens lors de la bataille de Custoza. Les Garibaldiens occupent Monte Suello et le poste de douane près de Ponte Caffaro.
- 25 juin :  Victoire des Garibaldiens lors de la bataille de Ponte Caffaro, occupation de la Valvestino et repli du corps des volontaires italiens dans la zone de  Lonato pour s'opposer à une éventuelle avancée de l'armée autrichienne victorieuse à Custoza vers Brescia.
- 2 juillet : Bombardement de Gargnano par la flotte autrichienne.
- 3 juillet : Victoire des Garibaldiens lors de la bataille de Monte Suello.
- 4 juillet : Victoire autrichienne lors de la bataille de Vezza d'Oglio.
- 6 juillet : Bombardement de Gargnano par la flotte autrichienne; Garibaldi installe son quartier général à Bagolino.
- 7 juillet : Combats de Lodrone.
- 8 juillet : Occupation de Moerna par le 2e régiment de volontaires italiens.
- 10 juillet : Combats de Lodrone; Magasa est libérée au nom du Roi d'Italie par les Garibaldiens du lajor Luigi Castellazzo.
- 14 juillet : Le quartier général de Garibaldi s'installe à Storo.
- 15 juillet : Encerclement du fort d'Ampola.
- 16 juillet : Combats de Condino.
- 17 juillet : Bombardements du fort d'Ampola.
- 18 juillet : Victoire des Garibaldiens lors de la bataille de Pieve di Ledro et Monte Nota; bombardement de Gargnano par la flotte autrichienne.
- 19 juillet : Reddition inconditionnelle du fort d'Ampola; capture du navire Benaco par deux bâtiments autrichiens.
- 20 juillet : La flotte italienne est battue à Lissa, en mer Adriatique.
- 21 juillet : Dans les Alpes, Garibaldi bat les Autrichiens à Bezzecca, mais Victor-Emmanuel II lui ordonne d'arrêter sa progression vers Venise.
- 31 juillet : Trêve entre l'Italie et l'Autriche jusqu'au 10 août.
- 9 août : Garibaldi reçoit l'ordre d'abandonner le Trentin à partir du 11 août.
- 10 août : Le corps des volontaires italiens repasse la frontière.
- 11 août : Les Autrichiens occupent Storo, Darzo et la Valvestino.
- 12 août : armistice italo-autrichien.
- 17 septembre : Paix entre l'Italie et l'Autriche.
- 25 août : Le corps des volontaires italiens est dissout par décret royal.
- 3 octobre : Traité de paix de Vienne.
- L'Autriche remet la Vénétie à la France
- 21-22 octobre : Venise et Mantoue votent leur réunion au royaume d'Italie.
- Les troupes françaises évacuent Rome.

### 1867
- mars : Rattazzi redevient président du conseil et encourage Garibaldi à attaquer Rome.
- octobre : Début de la Campagne de l'Agro Romano pour la libération de Rome.
- 13 octobre : Victoire de Menotti Garibaldi sur les Pontificaux à Montelibretti.
- 26 octobre : Garibaldi et ses Chemises rouges remportent la Monterotondo contre les troupes pontificales.
- 29 octobre : Les troupes françaises débarquent à Civitavecchia pour s'opposer à Garibaldi.
- 3 novembre : Garibaldi est battu par les Franco-Pontificaux à Mentana.
- novembre : Démission du cabinet Rattazzi.

### 1869
- 8 décembre : Ouverture du Ier concile du Vatican.

### 1870
- 19 juillet : La France déclare la guerre à la Prusse.
- 3 septembre : Napoléon III est fait prisonnier par les Prussiens à Sedan.
- 4 septembre : La République est proclamée à Paris.
- 20 septembre : Les troupes italiennes du général Raffaele Cadorna, entrent dans Rome que Pie IX a tenté de défendre. Le pape s'enferme dans le Vatican et se considère prisonnier.
- 2 octobre : Les Romains votent leur rattachement au royaume d'Italie.

### 1871
- 13 mai : Le parlement italien vote la loi des Garanties qui organise l'inviolabilité de la papauté.
- 15 mai : Le pape Pie IX rejette la loi des Garanties (encyclique Ubi nos).
- 30 juin : Rome devient la capitale de l'Italie.
- 2 juillet : Victor-Emmanuel II entre triomphalement à Rome.

Pour certains Italiens, l'unification n'est pas terminée. Il manque encore le Trentin, Trieste, l'Istrie et autres « terres irrédentes ».